# Live at Montreux 1981
Live at Montreux 1981 ist ein Mitschnitt des Live-Auftritts von Mike Oldfield, aufgezeichnet im Juli 1981, der erst 25 Jahre später, also 2006 vermarktet wurde. Oldfield nutzte den Auftritt unter anderem zur Promotion seines damals neuen Albums QE2; diese Promo-Tour begann im Dezember 1980 in Schweden und beinhaltete auch zwei Auftritte in Deutschland.
Das 1967 gegründete Montreux Jazz Festival zieht jährliche hunderte von Fans an; die Liste der Künstler, die dort auftraten, kann so diverse und bekannte Namen aufweisen wie Johnny Cash, Ray Charles oder auch Joe Cocker.

## Musiker
Im Gegensatz zu früheren und späteren Konzerten mit größerer Besetzung trat Oldfield in Montreux in einer sechsköpfigen Besetzung auf. Mike Frye und Morris Pert an den Schlagzeugen, Rick Fenn an klassischer Gitarre, Perkussion und Bass, sowie Tim Cross am Keyboard ergänzten Mike Oldfield, der unter anderem akustische Gitarre, Mandoline und Keyboard spielte. Sängerin Maggie Reilly arbeitete auch später oft mit Oldfield zusammen, etwa bei dem Hit Moonlight Shadow (1983).

## Titel
1. QE2-Medley (aus Taurus 1 / Sheba / Mirage) 23:30
2. Platinum (aus dem Album Platinum) 16:03
3. Tubular Bells Part 2 (aus dem Album Tubular Bells) 10:37
4. Medley aus Conflict (aus dem Album QE2) und Ommadawn Part 1 (aus dem Album Ommadawn) 28:15
5. (Zugabe 1): Tubular Bells Part 1 (aus dem Album Tubular Bells) 18:03
6. (Zugabe 2): Punkadiddle (aus dem Album Platinum) 8:01

Da alle Stücke für ein 5-köpfiges Ensemble umgeschrieben werden mussten, weichen die einzelnen Interpretationen teils sehr stark von den Albumversionen ab. Ommadawn enthält ein fünfminütiges Schlagzeugsolo.

## Technische Daten
- DVD 9 Dual Layer
- 4:3 Screen Format
- Dolby Surround 5.1
- DTS Digital Surround Sound
- PCM Stereo